# マイク・ロイド
マイク・ロイド（Mike Loyd 1956年5月6日- ）はミズーリ州ジョプリン出身のアメリカンフットボール選手。ポジションはクォーターバック。

## 経歴
ミズーリサザン州立大学からセントルイス・カージナルスにドラフト外フリーエージェントで入団した。
1980年には先発1試合を含む5試合に出場した。12月21日の最終週、ワシントン・レッドスキンズ戦で初先発したが、9回のパスを全て失敗し、前半だけで交代させられた。
CFLのサスカチュワン・ラフライダーズ、エドモントン・エスキモーズやUSFLのオクラホマ・アウトローズでもプレーした。
現役引退後は高校でアメリカンフットボールのコーチを務めている。